# Césure (génétique)
Pour les articles homonymes, voir césure.
Une césure, ou coupure simple brin, ou coupure haplotomique, ou cassure d'un brin, est la coupure d'une liaison phosphodiester entre deux nucléotides adjacents sur un des deux brins d'acide nucléique.
Dans le génie génétique, ou lors de mutations, la césure est un mécanisme qui permet l'insertion d'une séquence de nucléotides, ou élément transposable ou transposon, dans le génome de la cellule hôte.